# Морєва Тетяна Абрамівна
Морєва Тетяна Абрамівна (1921—1989) — український архітектор-містобудівник, автор проєктів житлових будинків та мікрорайонів Харкова. Лауреат премії Держбуду УРСР. Член Спілки архітекторів України з 1973 року.

## Біографія
Тетяна Морєва закінчила архітектурний факультет Харківського інженерно-будівельного інституту у 1949 році. Після закінчення інституту працювала архітектором у проєктних інститутах «Донецькдіпрошахт», «Теплоелектропроект», харківській філії «Діпроміста», проектному інституті «Харківпроект». 

## Вибрані проекти
- Олексіївський житловий масив (арх. М. І. Авраменко, Т. А. Морєва, В. О. Можейко, початок будівництва у 1979 році)[1]
- Мікрорайон № 311 (Соснова гірка), Харків (арх. І. М. Лаврентьєв, Т. А. Морєва, В. О. Можейко, 1976—1981)[1]
- Мікрорайон № 533 (Салтівка), Харків (арх. Т. А. Морєва, І. М. Лаврентьєв, Ж. С. Каторгіна, В. І. Лещенко, початок будівництва у 1972 році)[2]
- Мікрорайон № 606 по Салтівському шосе (Салтівка), Харків (1968)
- Мікрорайон № 731 по пр. Московському, Харків (арх. Т. А. Морєва, В. О. Можейко, 1975—1979)[3]
- Великопанельні 16-поверхові будинки по вул. 2-ї П'ятирічки, Харків (арх. Т. А. Морєва, І. М. Лаврентьєв, В. О. Можейко, 1974—1976)[3]

## Нагороди
За участь у проєктуванні Олексіївського житлового масива Тетяна Морєва була відзначена премією Держбуд УРСР.